# آلان يوجين نوريس
آلان يوجين نوريس (بالإنجليزية: Alan Eugene Norris) (و. 1935 – م)هو محامي، وقاضي، وسياسي من الولايات المتحدة الأمريكية .
وهو عضو في الحزب الجمهوري .